# Skalistrój pirenejski
Skalistrój pirenejski, zanokciczka pirenejska (Petrocallis pyrenaica (L.) W.T. Aiton) – gatunek rośliny z monotypowego rodzaju Petrocallis R. Brown z rodziny kapustowatych. Występuje w górach Europy na skałach wapiennych i piargach w piętrze alpejskim do wysokości 3400 m w Alpach, poza tym w Pirenejach i Tatrach Bielskich (na Słowacji).

## Morfologia
PokrójBylina poduszkowa osiągająca od 2 do 8 cm wysokości. Pędy ścielące się, rozgałęzione.
LiścieZebrane w gęste i liczne rozety liściowe. Blaszki są siedzące, osiągają do 8 mm długości, są podzielone na 3–5, tępo zakończonych łatek, są szaro- lub jasnozielone i gęsto owłosione.
KwiatyZebrane po kilka w gęste baldachogrona na szypule osiągającej do 2 cm wysokości. Działki kielicha lancetowate, tępo zakończone, o długości do 2,5 mm. Płatki korony do 5 mm długości różowe do liliowych, u odmian białe.
OwoceEliptyczne łuszczynki osiągające do 5 mm długości i zawierające dwa nasiona.